# 褐藻素
褐藻素（Fucoxanthin）是分子式為C42H58O6的叶黄素类，是褐藻纲的叶绿体中常見的色素，也存在於大部份不等鞭毛類生物中，使其有褐色至綠色的色澤。褐藻素會吸收可見光譜中藍綠色至黃綠色的光，最大吸收頻率在510-525 nm，而在450至540 nm都有顯著的吸收。